# Корнуолис

Остров Корнуолис (на английски: Cornwallis Island) е 17-ият по големина остров в Канадския арктичен архипелаг, 21-ви в Канада и 96-и в света. Площта на острова е 6995 км2. Административно принадлежи към територия Нунавут.
островът се намира в централната част на архипелага. На изток 28-километровият проток Уелингтън го отделя от остров Девън, на юг 51-километровият проток Бароу – от остров Съмърсет, а на запад протока Крозиър от остров Батърст.
Дължината на острова от север на юг е 115 км, а от запад на изток – 90 км. Бреговата линия с дължина 636 км е слабо разчленена с малко повече заливи и полуострови по южното и западно крайбрежие.
Релефът на острова е равнинен с изключение на югоизточната част, където има ниски хълмове с максимална височина до 359 м.
На южното крайбрежие на Корнуолис, на 74°42′ с. ш. 94°50′ з. д. / 74.7° с. ш. 94.833333° з. д. е разположено единственото селище на острова Резолют с население от 229 души (2008 г.), в близост до което има голямо летище, функциониращо целогодишно.
Южното и части от югоизточното и югозападното крайбрежие на острова са открити и изследвани през 1819 г. от експедицията на Уилям Едуард Пари и е наименуван на починалия същата година британски адмирал Уилям Корнуолис (1744-1819). Останалите брегове и вътрешността на острова са открити и изследвани от трагично завършилата експедиция на Джон Франклин през 1845 г.
|  | Тази страница частично или изцяло представлява превод на страницата Cornwallis Island (Nunavut) в Уикипедия на английски. Оригиналният текст, както и този превод, са защитени от Лиценза „Криейтив Комънс – Признание – Споделяне на споделеното“, а за съдържание, създадено преди юни 2009 година – от Лиценза за свободна документация на ГНУ. Прегледайте историята на редакциите на оригиналната страница, както и на преводната страница, за да видите списъка на съавторите. ВАЖНО: Този шаблон се отнася единствено до авторските права върху съдържанието на статията. Добавянето му не отменя изискването да се посочват конкретни източници на твърденията, които да бъдат благонадеждни. |